# گاداده
گاداده (به انگلیسی: Gadhada) یک منطقهٔ مسکونی در هند است که در Gadhada Taluka واقع شده‌است. گاداده ۲۶٬۷۵۱ نفر جمعیت دارد و ۱۰۴ متر بالاتر از سطح دریا واقع شده‌است.